# Paracalanus quasimodo
Paracalanus quasimodo är en kräftdjursart som beskrevs av Bowman 1971. Paracalanus quasimodo ingår i släktet Paracalanus och familjen Paracalanidae. Inga underarter finns listade i Catalogue of Life.